# Амман, Иоганн Конрад
Иоганн Конрад Амман (нидерл. Johann Conrad Amman; 7 февраля 1669 года, Шаффхаузен — 1724 года, Вармонд возле Лейдена) — голландский врач и писатель о воспитании глухонемых, прославившийся своими исследованиями по физиологии фонации и преодолением немоты у глухонемых.
Учился в Базеле и поселился в Амстердаме в качестве врача и учителя глухонемых. Впоследствии занимался частными обучением в своём имении Вармонд близ Лейдена, где и умер в 1724 году.
Оставил два сочинения:
- «Surdus Loquens» (Амстердам, 1692)
- «Dissertatio de loquela» (Амстердам, 1700).

Эти два сочинения много раз переиздавались (7-е издание в 1740 г.) и были переведены на французский и немецкий языки. Французский перевод был сделан Бове-де-Прео (Beauvais de Préau) и приложен к «Cours d'éducation des sourds et muets» Дешана (Dechamps, 1779). Немецкий перевод был издан в 1828 году Грасгофом (Grasshoff) в Берлине. Они послужили основанием для позднейших учителей глухонемых, особенно для Гейнике, в их дальнейших исследованиях.
Кроме того издал Целия Аврелиана (жившего в конце IV века), с примечаниями Янсона ван Альмеловена и перевёл на голландский язык некоторые беседы Платона.